# Foho Oholau
Der Foho Oholau (kurz: Oholau) ist ein Berg in der osttimoresischen Gemeinde Bobonaro. Er liegt im Süden des Sucos Goulolo (Verwaltungsamt Cailaco) und hat eine Meereshöhe von 536 m. Südlich verläuft 170 m tiefer der Boroulo, ein Nebenfluss des Marobos. Östlich liegt der Ort Mubaa.